# ヨナス・ヴァンヘネヒテン
ヨナス・ファン・ヘネフテン（Jonas Van Genechten、1986年9月16日 - ）は、ベルギー、エノー出身の自転車競技（ロードレース）選手。

## 経歴
2011年、ワロン・ブリュッセルにてプロキャリアスタート。
2012年、ロット・ベリソルへ移籍。アンドレ・グライペルのアシストとして走る。
2014年、ツール・ド・ポローニュ第4ステージにて、エースのケニー・デハースが不調であったため、レース中に急遽エースを務めることになり、ワールドツアー初勝利を挙げる。
2015年、IAMサイクリングへ移籍。
2016年、ブエルタ・ア・エスパーニャ第7ステージにて、残り200mの集団内から抜け出し、バルベルデやジルベールの追走を振り切る登りスプリントで初のグランツールステージ優勝を飾った。
2017年、コフィディス・ソリュシオンクレディへ移籍。
2018年、ヴィタルコンセプト サイクリングクラブへ移籍。

## 主な戦績

### 2011年
- カットクルス 優勝

### 2013年
- グランプリ・ピノ・チェラミ　優勝

### 2014年
- ツール・ド・ポローニュ　区間優勝（第4ステージ）
- ドライヴェンクルス・オヴェライス　優勝
- グランプリ・ド・フルミー　優勝

### 2015年
- ツール・ド・ワロニー　区間優勝（第4ステージ）
- ユーロメトロポール・ツール　区間優勝（第2ステージ）

### 2016年
- ブエルタ・ア・エスパーニャ　区間優勝（第7ステージ）

### 2018年
- オムロープ・ファン・ヘット・ハウトラント 優勝